# Meyenheim
Meyenheim (deutsch Meienheim) ist eine französische Gemeinde mit 2017 Einwohnern (1. Januar 2022) im Département Haut-Rhin in der Region Grand Est (bis 2015 Elsass). Sie gehört zum Arrondissement Thann-Guebwiller und zum Kanton Ensisheim. Die Bewohner werden Meyenheimois und Meyenheimoises genannt.
Meyenheim ist eine Garnison der französischen Armee und beherbergt zurzeit (2013) das „Régiment de marche du Tchad“ (Tschad-Marschregiment). Es nutzt das Quartier Dio, den früheren Militärflugplatz Colmar-Meyenheim.

## Geografie
Die Gemeinde Meyenheim liegt beiderseits der Ill, etwa auf halbem Weg zwischen Colmar und Mülhausen.

## Geschichte
Von 1871 bis zum Ende des Ersten Weltkrieges gehörte Meienheim als Teil des Reichslandes Elsaß-Lothringen zum Deutschen Reich und war dem Kreis Gebweiler im Bezirk Oberelsaß zugeordnet.

### Bevölkerungsentwicklung
| Jahr      | 1910 | 1962 | 1968 | 1975 | 1982 | 1990 | 1999 | 2007 | 2018 |
| --------- | ---- | ---- | ---- | ---- | ---- | ---- | ---- | ---- | ---- |
| Einwohner | 591  | 888  | 1080 | 1041 | 1003 | 884  | 957  | 1217 | 1655 |

## Sehenswürdigkeiten
- Katholische Kirche St. Peter und Paul, zwischen 1802 und 1820 neu errichtet (Teile des Turms aus dem 12. Jahrhundert), 1981 rekonstruiert. Der Glockenturm ist seit 1984 als Monument historique eingeschrieben
- Erdhügelburg. Der Hügel misst 35 Meter im Durchmesser und weist eine Höhe von 6 Meter auf. Er ist der Rest einer Burg, die wahrscheinlich im 12. Jahrhundert an einer gallo-römischen Stätte erbaut wurde.
- Wasserturm (Château d’Eau) an der Alten Thur

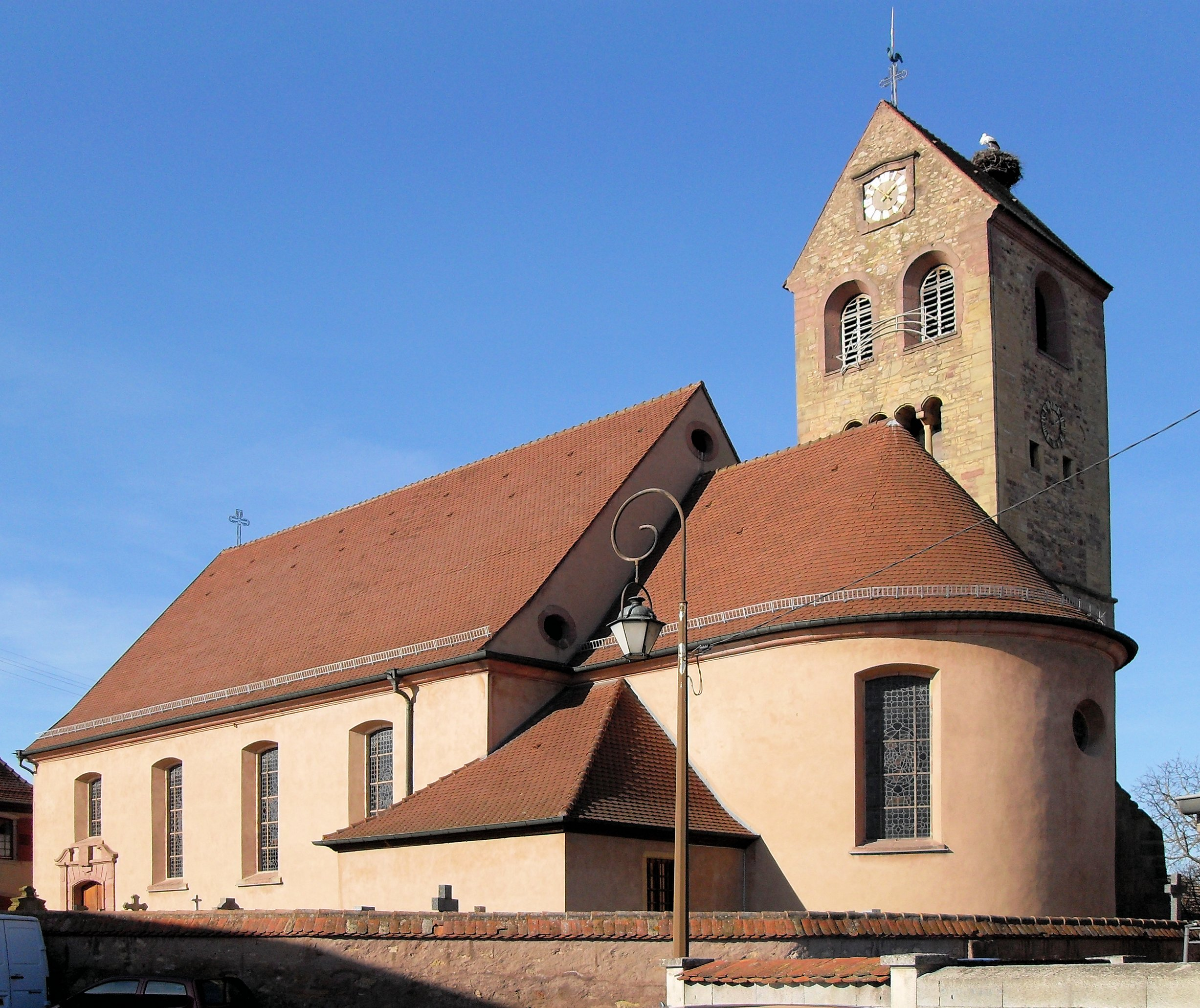
Kirche St. Peter und Paul
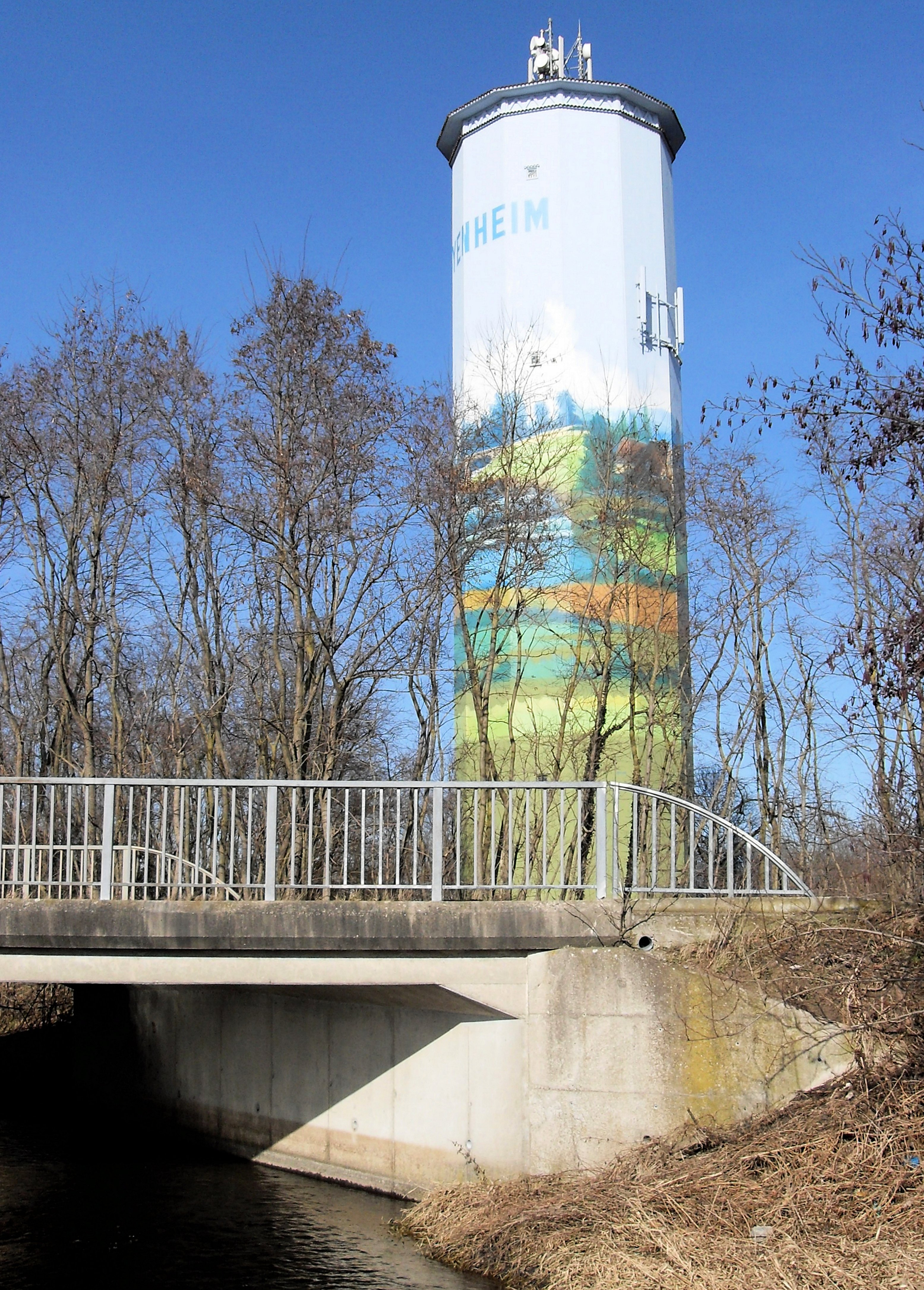
Wasserturm